# Johnny Cash Sings the Songs That Made Him Famous
Sings the Songs That Made Him Famous é o segundo álbum de estúdio do cantor Johnny Cash, lançado em 1958.

## Faixas
Todas as faixas por Johnny Cash, exceto onde anotado.
1. "Ballad of a Teenage Queen" (Jack Clement) – 2:13
2. "There You Go" – 2:19
3. "I Walk the Line" – 2:46
4. "Don't Make Me Go" – 2:31
5. "Guess Things Happen That Way" (Clement) – 1:52
6. "Train of Love" – 2:24
7. "The Ways of a Woman in Love" (Bill Justis, Charlie Rich) – 2:16
8. "Next in Line" – 2:49
9. "You're the Nearest Thing to Heaven" (Jim Atkins, Cash, Hoyt Johnson) – 2:42
10. "I Can't Help It (If I'm Still in Love With You)" (Hank Williams) – 1:49
11. "Home of the Blues" (Cash, Glen Douglas, Vic McAlpin) – 2:41
12. "Big River" – 2:35

## Créditos
- Johnny Cash - Vocal
- Luther Perkins - Guitarra
- Marshall Grant - Baixo